# Técsői Móricz Béla
Vitéz técsői Móricz Béla (Zombor, 1905. február 27. – Budapest, 1979. június 6.), vezérkari alezredes, családtörténész.

## Élete
A nemesi származású técsői Móricz család sarja. Édesapja, vitéz técsői Móricz Kálmán (1874–1953), császári és királyi kamarás, ezredes, édesanyja gyulai Gaál Irén (1879–1941) volt. Apai nagyszülei técsői Móricz Lajos (1832–1910), királyi törvényszéki elnök, és csokalyi Fényes Berta (1839–1906) voltak. Anyai nagyszülei gyulai Gaál István (1842–1912) és Deák Rozália Terézia (1851–1903) asszony voltak.
1943. augusztus 1-én vitéz técsői Móricz Béla vezérkari őrnagyot vezérkari alezredessé nevezték ki. 
Técsői Móricz Béla családfa kutatással foglalkozott: édesanyja családjáról, a gyulai Gaál családról írt egy családtörténeti kéziratot, amelyet 1966-ban publikáltak. Egykori tiszttársa Szőke Endre vezérkari alezredes megbízásából dolgozta fel a Tyukodi és Szőke családok történetét 1971-ben.
1979. június 6-án hunyt el Budapesten.

## Házassága és gyermekei
Feleségül vette Budapesten 1942. október 19-én klobusiczi és zétényi Klobusiczky Ilona (1916–?) kisasszonyt, klobusiczi és zétényi Klobusiczky Géza (1873–1946) és nánási Oláh Emilia (1887–1955) lányát. A házasságukból született:
- técsői Móricz Katalin (1944 – † ?) könyvtáros.
- técsői Móricz Erzsébet (1945 – † ?), vegyésztechnikus. Férje Bori Horváth István (1941–?).
- técsői Móricz Ágnes (1947 – † ?), diplomás védőnő.

## Művei
- A gyulai Gaál család - családtörténeti kézirat, 1966.
- A Tyukodi család / [Budapest] : Családtörténeti kézirat 1971 december.
- A Szőke család- Szőke Endre vezérkari alezredes családfája leszármazási táblázatokkal / [ Budapest] : Családtörténeti kézirat.
- A galgóczi Szőke család 1578- as címeres nemeslevelének leírása. Kiegészités Szőke Endre vezérkari alezredes családfájához. / [ Budapest]: 1971 december: Csaladtörténeti kézirat
- Páncélos csapatok harcászati alkalmazása / Budapest : M. Kir. Honv. Min. Kiképzési Oszt., 1938.
- Kárpátalja hősei / [Budapest] : Vitézi Rend, 1939.
- Fonyód, Balatonmáriafürdő, Balatonkeresztúr, Balatonberény, Balatonszentgyörgy / 2., átd. kiad. / [Kaposvár] : Somogy M. Tanács Idegenforg. Hiv., 1962 (Budapest : Egyet. Ny.)
- Stomm Marcel altábornagy / [Budapest] : Szabad Tér, cop. 2006
- Marcali múltja az első világháborúig : helytörténet és adattár / Marcali : Múzeum Alapítvány : Polgári Marcaliért Egyesület, 2012.